# ツァジンスカ・クライナ
ツァジンスカ・クライナ（ボスニア語・クロアチア語・セルビア語:Cazinska krajina / Цазинска крајина）、あるいはビハチカ・クライナ（ボスニア語・クロアチア語・セルビア語:Bihaćka krajina / Бихаћка крајина）は、ボスニア・ヘルツェゴビナの北西端の一角を占める歴史的な地域呼称である。

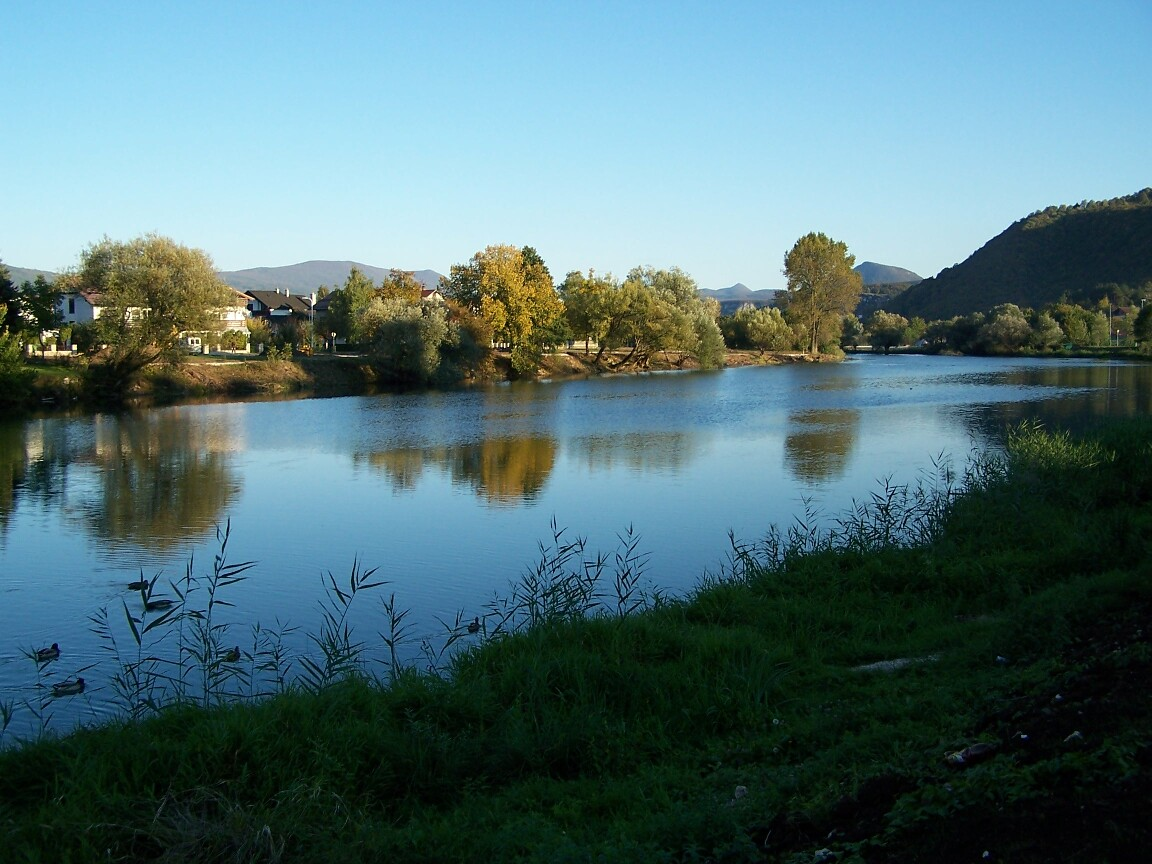
ウナ川とビハチ

ツァジンスカ・クライナは、ボスニア・ヘルツェゴビナの北部一帯を占めるボサンスカ・クライナ地方のうち西端の一角、三方をクロアチアに囲まれた地域であり、地域で最大の都市であるビハチが事実上その中心的な機能を果たしている。この他の主要都市としてはサンスキ・モスト、ボサンスカ・クルパ、ヴェリカ・クラドゥシャや、この地域呼称の由来となっているツァジンなどがある。地形的にはウナ川およびサナ川の流域となっている。
歴史的にイスラム教徒が多く居住し、オーストリア帝国と対峙するオスマン帝国の北端の国境地帯であった。現代においてもイスラム教徒を主体とするボシュニャク人が多く住んでおり、ボスニア・ヘルツェゴビナを形成する2つの構成体のうちボスニア・ヘルツェゴビナ連邦に属するウナ＝サナ県とほぼ範囲を同じくする。